# Anthony Jahnke
Anthony Francis Jahnke (Świecie, 5 dicembre 1879 – Chicago, 12 dicembre 1953) è stato un ginnasta e multiplista statunitense di origine polacca.

## Carriera
Jahnke partecipò ai Giochi olimpici di Saint Louis 1904 nelle gare di triathlon e ginnastica. Giunse sessantunesimo nel concorso generale individuale, quarantesimo nel triathlon e settantaquattresimo nel concorso a tre eventi.